# Albaniens geologiska undersökning
Albaniens geologiska undersökning (på albanska Shërbimi Gjeologjik Shqiptar) är en rådgivande myndighet åt Albaniens regering.
Den tog sin början 1922 och fick sitt nuvarande namn 1952.